# كريستيان ديروش نوبلكور
كريستيان ديروش نوبلكور (بالفرنسية: Christiane Desroches Noblecourt) عالمة مصريات فرنسية، وُلدت في 17 نوفمبر 1913. تعد كريستيان ديروش نوبلكور واحدة من أبرز وأشهر علماء الدراسات المصرية القديمة الفرنسيين على الإطلاق. قامت بتأليف العديد من الأعمال في الفن وتاريخ مصر القديمة، وساهمت في إنقاذ المعابد النوبية من الفيضانات الناجمة عن بناء السد العالي في أسوان في عام 1960، والتي كانت أعلنتها اليونسكو مناطق للتراث العالمي في عام 1979. وتُوفيت في 23 يونيو 2011.

## حياتها

ولدت في العاصمة الفرنسية باريس في السابع عشر من نوفمبر عام 1913. وكانت مغرمة منذ طفولتها باكتشاف الأثري الإنجليزي هوارد كارتر لمقبرة توت عنخ آمون، ومن ثم فقد التحقت بقسم الآثار المصرية بمتحف اللوفر. وكانت أول امرأة تلتحق بالمعهد الفرنسي للآثار الشرقية كما كانت أول امرأة تتولى الإشراف على أعمال الحفائر في عام 1938. وخلال الحرب العالمية الثانية التحقت بالمقاومة الفرنسية ضد الغزاة النازيين الألمان وقامت بإخفاء الكنوز المصرية الموجودة بمتحف اللوفر في مناطق سرية بفرنسا.

## أعمالها
من أهم الأعمال التي قامت بها في تاريخها العلمي مشاركتها البارزة والفعالة في الحملة الدولية التي استهدفت إنقاذ آثار النوبة من الغرق والضياع بعد بناء السد العالي في أسوان عام 1960، ومن ثم فقد أطلقت مع ثروت عكاشة وزير الثقافة المصري آنذاك في الثامن من مارس من عام 1960 النداء العالمي لإنقاذ آثار النوبة من الغرق والضياع، وبالفعل تم إنقاذ ونقل أربعة عشرة معبدًا مصريًا ببلاد النوبة من الضياع والاندثار والغرق كما تم عمل أعمال الحفائر العلمية في المواقع الأثرية التي ستغمرها المياه، وقد أنضم وزير الثقافة الفرنسي إلى هذا النداء العالمي من أجل إنقاذ ذلك التراث الحضاري الإنساني العظيم، والذي شاركت فيه نحو خمسون دولة على مستوى العالم على الرغم مما كان يشهده العالم من صراعات سياسية وفكرية واقتصادية في أثناء الحرب الباردة في منتصف القرن العشرين، إلا أن الجميع قد أتحد لانقاذ تراث الإنسانية والمجد الحضاري لمصر القديمة، وبالفعل أنقذت معابد بلاد النوبة العظيمة كمعابد فيلة وكلابشة ووادي السبوع ودكا وأمادا والدر وأبو سمبل . والأمر المثير للتقدير والتبجيل فيما فعلته هذه العالمة الفرنسية القديرة في إنقاذ تراث وحضارة مصر من الضياع والاندثار أنها قد أجبرت الحكومة الفرنسية والرئيس الفرنسي شارل ديجول على المشاركة في الحملة الدولية لإنقاذ آثار مصر ببلاد نوبة على الرغم من الخلافات والقطيعة السياسية بين الحكومتين المصرية والفرنسية آنذاك منذ حرب السويس في عام 1956.

## الجوائز
حصلت على عدد كبير من الجوائز الوطنية والعالمية تقديرا لدورها العلمي الكبير في إنقاذ التراث الحضاري والانسانى المصرى. في عام 1975، حصلت على الميدالية الذهبية من المركز الوطني الفرنسي للأبحاث العلمية، كما حازت عام 1980 على وسام الاستحقاق الأكبر في فرنسا.

## مؤلفات
- مؤلفات كريستيان ديروش نوبلكور